# Мисс Марпл (телесериал)
«Мисс Марпл» (англ. Miss Marple) — британский телесериал, базирующийся на детективных романах Агаты Кристи о похождениях её популярной героини мисс Джейн Марпл. Телесериал транслировался на канале BBC One с 1984 по 1992 год, а главную роль в нём исполнила британская актриса Джоан Хиксон. Телесериал включает в себя двенадцать серий, являющихся экранизациями всех двенадцати романов Агаты Кристи о мисс Марпл.

## Предыстория
Агата Кристи не была в восторге от экранизаций её произведений, которые успели появиться на большом экране ещё при её жизни. Её внук Мэтью Причард, ставший распорядителем её имущества и прав, лишь в начале 1980-х дал согласие BBC на экранизацию на телевидении двух романов его бабушки. Благодаря успеху этих двух проектов, канал BBC получил разрешение на телевизионную адаптацию романов Кристи о мисс Марпл.

Джоан Хиксон в образе Мисс Марпл

Джоан Хиксон, исполнившая в телесериале главную роль, ранее уже сталкивалась с произведениями Агаты Кристи. В 1946 году она исполнила одну из ролей в пьесе Кристи «Встреча со смертью», на постановке которой присутствовала и сама писательница. После занавеса Кристи отправила актрисе записку, в которой написала: «Надеюсь, в один прекрасный день вы сыграете мою дорогую мисс Марпл». Позже, в 1963 году, Джоан Хиксон сыграла одну из ролей в фильме «Убийство, сказала она», ставшей вольной экранизацией романа Агаты Кристи «В 4.50 из Паддингтона», где роль мисс Марпл в свою очередь исполнила популярная британская актриса Маргарет Рутерфорд.

## Производство сериала
Съёмки телесериала, начавшиеся в 1983 году, проходили в основном в Англии, в графствах Норфолк, Девон, Хэмпшир, а также на Барбадосе. Атмосфера телесериала имитировала Англию 1940-х годов, а для нескольких эпизодов приходилось воссоздавать и британские 1950-е. Эпизод 1989 года «Карибская тайна» должен был стать последним в сериале, так как Джоан Хиксон была не намерена продолжать съёмки. Но актрису удалось уговорить воплотить образ мисс Марпл ещё в двух сериях в начале 1990-х, благодаря чему все 12 романов Агаты Кристи о Джейн Марпл были экранизированы.
Показ был с успехом принят в Великобритании, а такие популярные издания как «The Times», «The Moving Finger» и «The Daily Telegraph», многократно восхищались тем, как профессионально была показана Англия середины XX века, как безупречны были костюмы, декор, автомобили, причёски и макияж героев, пропитанные духом классических произведений Агаты Кристи. Королева Великобритании Елизавета II, будучи поклонницей телесериала, наградила Джоан Хиксон за её блестящую работу в сериале Орденом Британской империи.

## Роли исполняли
- Джоан Хиксон — мисс Джейн Марпл
- Гвен Уотфорд — Долли Бантри, подруга мисс Марпл
- Мюррей Уотсон — Артур Бантри, муж миссис Бантри
- Питер Тилбэри — Раймонд Уэст, племянник мисс Марпл
- Фрэнк Гэтлифф («Немезида») и Дональд Плезенс («Карибская тайна») — Джейсон Рэйфиел, бизнесмен, друг мисс Марпл
- Дэвид Хорович[англ.] — старший инспектор Слэк
- Джон Касл — старший инспектор Крэддок
- Йэн Бримбл — сержант Лэйк
- Барбара Хикс — мисс Аманда Хартнелл
- Кристофер Гуд — Кристофер Хоуз, викарий
- Рода Льюис — Миссис Броган

## Фильмы
- Тело в библиотеке — 26 декабря 1984
- Одним пальцем — 21 февраля 1985
- Объявлено убийство — 28 февраля 1985
- Карман, полный ржи — 7 марта 1985
- Убийство в доме викария — 25 декабря 1986
- Забытое убийство — 11 января 1987
- Отель «Бертрам» — 25 января 1987
- Немезида — 8 февраля 1987
- В 4:50 с вокзала Паддингтон — 25 декабря 1987
- Карибская тайна — 25 декабря 1989
- С помощью зеркал — 29 декабря 1991
- И, треснув, зеркало звенит… — 27 декабря 1992